# An Nakahara
Pour les articles homonymes, voir Nakahara.
中原杏
Œuvres principales
- Kilari

An Nakahara (中原杏, Nakahara An), née le 8 février 1969 dans la préfecture d'Okayama, est une mangaka japonaise, notamment auteur du manga Kilari (Kirarin Revolution).

## Biographie
An Nakahara tombe sous le charme du monde des shōjo dès son enfance. Elle débute avec Suki Suki Daisuki en 2001, l'histoire d'une jeune collégienne qui tombe amoureuse de son professeur principal. Début 2003, elle revient avec la suite de la précédente histoire, Zutto Suki Suki Daisuki, qui relate le mariage et les problèmes du couple, puis enchaîne avec les mangas Terepari Kiss et Ijiwaru Love Devil.
Son premier succès sera Kilari en 2004, qui raconte l'histoire d'une collégienne qui devient une idole par amour d'un célèbre chanteur. Le manga, qui s'étend sur quatorze tomes et plus de six années de publication, est adapté en anime et en drama, et récompensé par le prix Shōgakukan dans la catégorie enfant en 2007. Des histoires courtes, Kirarin Revolution: Tokubetsuhen et Kirarin Revolution: Kirari to Akarihen, sont scénarisées par la même mangaka.
Le projet Kirarin Revolution fini, elle revient en 2009 avec un nouveau manga, Kururun Rieru Change!. Elle est invitée à la Japan Expo en 2010.

## Mangas
- Suki suki daisuki (2001)
- Zutto suki suki daisuki (2003)
- Terepari kiss (2003)
- Ijiwaru love devil (2003)
- Otona ni narumon! (2004)
- Kirarin Revolution (Kilari en français) (2004)
- Pinku ouji to yuutsu hime (2007)
- Kirarin Revolution : Tokubetsuhen (2007)
- Kirarin Revolution : Kirari to akarihen (2008)
- Kururun rieru change ! (2009)
- Nijiiro Prism Girl (2010)
- Koishite! Runa Kiss (2014)